# Йоахим фон Рор
Йоахим фон Рор (на немски: Joachim von Rohr; † 27 август 1589 в Нойхаузен) е благородник от стария род Рор в Бранденбург, който произлиза от Бавария.
Той е вторият син на Бернхард фон Рор († 1545/1549) и съпругата му фон Квицов, дъщеря на Дитрих XIV „Млади“ фон Квицов-Клетцке († 1499) и Рикса фон дер Шуленбург († сл. 1500). Внук е на Дитрих фон Рор († 1506/1512) и Елизабет (Илзабе) фон Халберщат († сл. 1505). Правнук е на известния крадлив рицар по това време Бернхард „Стари“ фон Рор († 1456), хауптман на Пригниц, и Емеренция фон Молтке. Роднина е на Бернхард фон Рор (1421 – 1487), архиепископ на Залцбург (1466 – 1482) и администратор (епископ) на Виена (1482 – 1487).
Баща му Бернхард фон Рор († 1545/1549) е таен съветник на Курфюрство Бранденбург и Мекленбург и пфанд-господар в Майенбург. Братята му са Дитрих фон Рор († 1554) и Кириакус фон Рор († 1561/1571).

## Фамилия
Йоахим фон Рор се жени пр. 1562 г. за Емеренция фон Малтцан (* ок. 1529; † 1584), дъщеря на тайния съветник и дворцов маршал, наследствен маршал на херцогство Померания-Щетин Йобст фон Малтцан (1490/1497 – 1542) и Илза фон Хан-Базедов († 1575). Те имат децата:
- Анна фон Рор (* 1565, Нойхаузен; † 12 април 1616, Спантиков), омъжена ок. 1582 г. за Бернхард фон Шверин († 1592/1593), брат на Лудолф фон Шверин († 1607/1612)
- Йоахим Бернхард фон Рор (* 1566/1568; † 1592/1598)
- Ханс фон Рор (* 1569; † пр. 5 февруари 1628), женен за Анна фон Арним († септември 1636), дъщеря на Франц I фон Арним († 1577) и Елизабет фон Арним (1555 – 1590); имат 6 деца
- Доротея фон Рор († сл. 1634), омъжена пр. 1587 г. за Лудолф фон Шверин († 1607/1612), брат на Бернхард фон Шверин († 1592/1593)

Йоахим фон Рор се жени втори път 1585 – 1586 г. за Доротея фон Шпар. Бракът е бездетен.